# بيتوفيك

بيتوفيك (بالجرينلاندية: Pituffik)، هي مستوطنة سابقة تقع شمال غرب جرينلاند. ومكانها الآن قاعدة ثول الجوية التابعة لسلاح الجو الأمريكي، وذلك تم بعد نقل السكان إلى بلدة كاناك.

## المناخ
يظهر الجدول التالي التغييرات المناخية على مدار السنة لبيتوفيك:
| البيانات المناخية لـبيتوفيك                                                   | البيانات المناخية لـبيتوفيك | البيانات المناخية لـبيتوفيك | البيانات المناخية لـبيتوفيك | البيانات المناخية لـبيتوفيك | البيانات المناخية لـبيتوفيك | البيانات المناخية لـبيتوفيك | البيانات المناخية لـبيتوفيك | البيانات المناخية لـبيتوفيك | البيانات المناخية لـبيتوفيك | البيانات المناخية لـبيتوفيك | البيانات المناخية لـبيتوفيك | البيانات المناخية لـبيتوفيك | البيانات المناخية لـبيتوفيك |
| الشهر                                                                         | يناير                       | فبراير                      | مارس                        | أبريل                       | مايو                        | يونيو                       | يوليو                       | أغسطس                       | سبتمبر                      | أكتوبر                      | نوفمبر                      | ديسمبر                      | المعدل السنوي               |
| ----------------------------------------------------------------------------- | --------------------------- | --------------------------- | --------------------------- | --------------------------- | --------------------------- | --------------------------- | --------------------------- | --------------------------- | --------------------------- | --------------------------- | --------------------------- | --------------------------- | --------------------------- |
| الدرجة القصوى °م (°ف)                                                         | 4.0 (39.2)                  | 5.0 (41.0)                  | 3.0 (37.4)                  | 4.6 (40.3)                  | 10.3 (50.5)                 | 14.5 (58.1)                 | 17.2 (63.0)                 | 17.0 (62.6)                 | 11.0 (51.8)                 | 5.4 (41.7)                  | 5.7 (42.3)                  | 3.5 (38.3)                  | 17.2 (63.0)                 |
| متوسط درجة الحرارة الكبرى °م (°ف)                                             | −18.5 (−1.3)                | −18.4 (−1.1)                | −19.4 (−2.9)                | −12.2 (10.0)                | −2.0 (28.4)                 | 4.1 (39.4)                  | 7.0 (44.6)                  | 6.6 (43.9)                  | 1.3 (34.3)                  | −5.5 (22.1)                 | −12.0 (10.4)                | −17.6 (0.3)                 | −7.2 (19.0)                 |
| متوسط درجة الحرارة الصغرى °م (°ف)                                             | −28.2 (−18.8)               | −28.1 (−18.6)               | −28.5 (−19.3)               | −22.1 (−7.8)                | −9.8 (14.4)                 | −2.0 (28.4)                 | 0.7 (33.3)                  | 0.9 (33.6)                  | −4.0 (24.8)                 | −11.7 (10.9)                | −19.9 (−3.8)                | −25.6 (−14.1)               | −14.9 (5.3)                 |
| أدنى درجة حرارة °م (°ف)                                                       | −39.5 (−39.1)               | −39.0 (−38.2)               | −40.5 (−40.9)               | −35.6 (−32.1)               | −25.2 (−13.4)               | −9.5 (14.9)                 | −4.0 (24.8)                 | −6.3 (20.7)                 | −19.6 (−3.3)                | −31.2 (−24.2)               | −34.5 (−30.1)               | −38.0 (−36.4)               | −40.5 (−40.9)               |
| الهطول مم (إنش)                                                               | 6 (0.2)                     | 8 (0.3)                     | 4 (0.2)                     | 7 (0.3)                     | 7 (0.3)                     | 8 (0.3)                     | 20 (0.8)                    | 25 (1.0)                    | 19 (0.7)                    | 13 (0.5)                    | 9 (0.4)                     | 8 (0.3)                     | 134 (5.3)                   |
| متوسط أيام هطول الأمطار (≥ 1 mm)                                              | 1.5                         | 1.5                         | 1.1                         | 2.0                         | 2.3                         | 1.9                         | 3.8                         | 4.4                         | 3.8                         | 3.5                         | 2.7                         | 2.0                         | 30.5                        |
| متوسط الأيام المثلجة                                                          | 4.0                         | 4.0                         | 3.8                         | 3.5                         | 3.9                         | 2.3                         | 1.1                         | 1.5                         | 4.8                         | 6.4                         | 5.7                         | 5.3                         | 46.3                        |
| المصدر: http://www.dmi.dk/fileadmin/user_upload/Rapporter/TR/2000/tr00-18.pdf |                             |                             |                             |                             |                             |                             |                             |                             |                             |                             |                             |                             |                             |